# Gadeland
Gadeland is een plaats in de Duitse gemeente Neumünster, deelstaat Sleeswijk-Holstein, en telde ruim 5.700 inwoners (in 2007).
Gadeland is een stadsdeel van de stad Neumünster. De plaats ligt ten zuidoosten van de stad Neumünster, en grenst in het westen aan Groß Kummerfeld. Gadeland ligt aan het riviertje de Stör, een zijrivier van de Elbe.
Tussen Gadeland en de stad in ligt op het adres Haart 224 een gedeelte van een voormalige lederfabriek (firma Köster), waar nu een winkelcentrum in is gevestigd. Kort na de Tweede Wereldoorlog, toen de gehele fabriek met tien productiehallen er nog stond, werd deze tot en met de herfst van 1945 door de Britse bezettingsmacht gebruikt als tijdelijk interneringskamp. Er hebben maximaal circa 10.000 Duitsers vastgezeten, die er door de Geallieerden van werden verdacht, als leden van de NSDAP bij nazi-misdrijven betrokken te zijn geweest (zie: denazificatie).